# Front Nacional (Suïssa)
El Front Nacional (en alemany: Nationale Front) va ser un partit polític d'extrema dreta a Suïssa que va aparèixer durant la dècada de 1930. En el seu punt àlgid, el grup tenia fins a 9.000 membres, segons el Diccionari històric de Suïssa, i podria haver arribat a uns 25.000 membres, segons el Centre Simon Wiesenthal.
El partit va començar la seva vida entre diversos clubs de debat a l'ETH Zurich, on l'antisemitisme, el nacionalisme suís i el suport a idees similars a les adoptades posteriorment en la política racial de l'Alemanya nazi s'havien fet populars entre alguns dels joves acadèmics. Alguns d'aquests grups (tots els quals van cooperar en una federació laxa) van ser reunits formalment per Robert Tobler el 1930 per formar el Front Nou (en alemany: Neue Front) encara que aquest grup no estava totalment compromès amb el feixisme. Un grup més radical, sota el lideratge de Hans Vonwyl, se'n va separar la tardor de 1930 per formar el Front Nacional, que pretenia ampliar les seves operacions fora de la universitat.

## Creixement

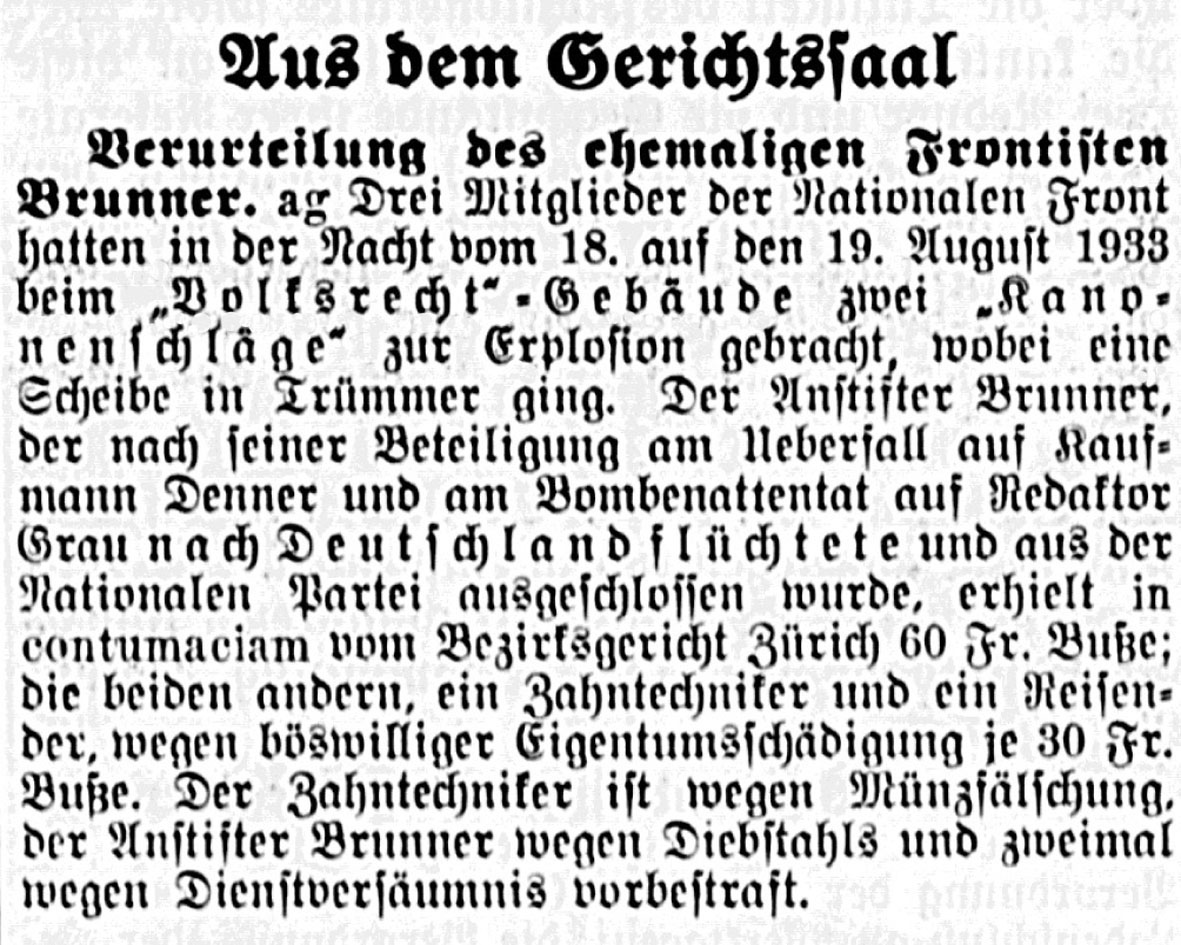
Article de diari sobre procediments judicials contra frontistes a Zuric (1934)

Inicialment, el Front Nacional no va créixer gaire fora de l'àmbit universitari, però aviat el diari del partit, Der Eiserne Besen («L'escombra de ferro»), va començar a ser molt llegit i el seu missatge antisemita va trobar audiència. Presidit per Ernst Biedermann, el grup va experimentar un creixement i l'abril de 1933 va formar una aliança amb el Front Nou que, sota el lideratge de Tobler, Paul Lang i Hans Oehler, s'havia radicalitzat i es va obrir més al feixisme. El Front Nacional va absorbir el seu homòleg el mes següent, tot i que la direcció del Front Nou es va fer càrrec ràpidament del moviment, amb Rolf Henne com a president. Emil Sonderegger, un antic membre de l'estat major suís, va ser un destacat orador i propagandista del Front Nacional en aquesta època. El partit va continuar creixent i aviat va guanyar escons al consell de Zúric, així com el suport de reconeguts escriptors suïssos de l'època, com Jakob Schaffner. En total van ocupar deu escons al consell municipal de Zuric després de les eleccions de setembre de 1933. Ernst Leonhardt, l'organitzador del partit al nord-oest, va marxar poc després d'una disputa interna, però això no va tenir cap impacte en el creixement del Front, amb un diari del partit, Die Front, format poc després. El 1935 el partit tenia 10.000 membres segons el mateix partit.
No es van manifestar completament a favor de cap règim i, en canvi, van intentar unir els parlants d'alemany, francès i italià en una identitat suïssa comuna (mantenien vincles amb un petit grup d'extrema dreta romanx, tot i que el Front Nacional no va fer campanya entre els romanxs). No obstant això, el seu suport es va limitar gairebé exclusivament als germanòfons, amb altres grups recollint el suport dels votants d'inclinació feixista en els altres grups lingüístics (Union Nationale per als francesos i Lega Nazionale Ticinese per als italians). Finalment, van aconseguir col·laboracions amb els altres grups i van abandonar completament la campanya a zones no alemanyes. La base principal de suport del partit es trobava a Schaffhausen, on va guanyar escons al consell local, a més d'elegir un sol membre de l'Assemblea Nacional el 1935. El seient va ser ocupat per Robert Tobler.
El partit va passar a estar liderat per Rolf Henne el 1934 i va començar a seguir una ideologia més obertament nazi, d'acord amb les creences personals de Henne. Aprofitant el model de democràcia directa utilitzat en la política suïssa, el Front Nacional va forçar un referèndum sobre una esmena constitucional el 1935 que pretenia redissenyar el sistema de govern en línies més nacionalistes, racials i autoritàries. La proposta va ser fortament derrotada.

## Declivi
El Front va experimentar un declivi quan el feixisme es va començar a descriure als mitjans de comunicació com a clarament «no suís», un fet que va generar una reacció popular contra el moviment. Al judici de Berna, el partit va enfrontar-se a càrrecs per Els protocols dels savis de Sió, un text antisemita que violava la llei suïssa contra publicacions obscenes. Malgrat aquests contratemps, el Front Nacional va reaccionar endurint encara més el seu enfocament, formant un grup de milícies i agafant més directament del nazisme com a ideologia. El seu programa de vint-i-sis punts, publicat el 1935, va subratllar la credencial feixista del partit, demanant l'estat corporatiu i contenint forts atacs contra el bolxevisme, el socialisme, els jueus, la maçoneria i els mitjans de comunicació. Van poder guanyar un escó al Consell Nacional de Zuric a les eleccions de 1935, tot i que els resultats en altres llocs van ser pobres.
Després d'això es van produir unes baralles internes que van portar a un nou declivi, a causa de les revelacions sobre el finançament del partit per part d'Alemanya. Això va fer que molts membres abandonessin el partit, ja que consideraven que el compromís amb la independència de Suïssa era un element clau del Front Nacional. També es van acusar els líders de tendència moderada de ser francmaçons en secret, un fet que també va fer augmentar els conflictes interns. Henne va ser destituït com a líder el 1938 i ell, juntament amb Oehler, Schaffner i els seus partidaris, van marxar per formar el Bund Treuer Eidgenossen Nationalsozialistischer Weltanschauung (literalment «Unió de Confederats Lleials de la Visió Nacional Socialista del Món»), que va defensar obertament el nazisme. Aquest grup finalment emergiria com a Moviment Nacional de Suïssa. Mentrestant, els més predisposats al model italià de feixisme tendien a donar suport als grups de l'antic membre de Front Nacional, el coronel Arthur Fonjallaz.
Després de Henne, Tobler va assumir les funcions de lideratge el 1938, tot i que a les eleccions locals d'aquell any i a les eleccions federals de l'any següent van perdre tots els seus escons. Tanmateix, la moderació de Tobler no va evitar les sospites del govern suís i van seguir les investigacions policials sobre les seves activitats. El 1940 el partit es va dissoldre formalment després que Tobler va ser empresonat breument per espionatge. Tobler reformaria el grup com a Eidgenössische Sammlung (literalment «Col·lecció Confederada») poc després, encara que aquest també va desaparèixer el 1943 després que el Consell Federal decidís reprimir els grups vinculats a les potències de l'Eix.

## Eleccions federals
| Elecció | Número de vots totals | % del vot popular | Número de seients guanyats |
| ------- | --------------------- | ----------------- | -------------------------- |
| 1935    | 13.740                | 1,5%              | 1                          |